# Kanuo
Kanuo (kinesiska: 卡诺, 卡诺镇) är en köping i Kina. Den ligger i den autonoma regionen Tibet, i den sydvästra delen av landet, omkring 600 kilometer öster om regionhuvudstaden Lhasa. Antalet invånare är 3 955. Befolkningen består av 2 011 kvinnor och 1 944 män. Barn under 15 år utgör 20,0 %, vuxna 15-64 år 72 %, och äldre över 65 år 6,0 %.
Genomsnittlig årsnederbörd är 740 millimeter. Den regnigaste månaden är juli, med i genomsnitt 187 mm nederbörd, och den torraste är december, med 2 mm nederbörd.